# Sara Porpino
Sara Porpino (aka Pazsarinhara) (* 1990) je brazilská zpěvačka, perkusionistka a hráčka na pandeiro.

## Život
Narodila se v domorodém kmeni Potiguara (v brazilštině „pojídači krevet“) v brazilském státě Paraíba v severovýchodní části Brazílie. Vyrůstala ve městě Sertão v oblasti Bahia, kde získala kladný vztah k místní hudební tradici stylu samba.

## Tvorba
Porpino hraje především na brazilský nástroj pandeiro, neboli tamburínu. Vystupuje na významných festivalech a akcích v Brazílii i v Evropě. Kromě vystoupení na festivalech se věnuje také buskingu. Její tvorbu tvoří autorské písně, ale také převzatá díla klasické brazilské hudby i současných autorů (např. Beth Carvalho, Sergio Mendez, Jorge Ben Jor a dalších). Po pěti letech cestování Jižní Amerikou a sběru tradičních písní se rozhodla založit projekt Cocada da Pazsarinho, kterým vzdává poctu hudbě brazilských sběračů kokosů z její rodné provincie. V roce 2025 vydává své první album.